# NSS-8
O NSS-8 foi um satélite de comunicação geoestacionário europeu construído pela Boeing, ele estava planejado para ser colocado na posição orbital de 57 graus de longitude leste e era para ser operado pela SES New Skies divisão da SES. O satélite foi baseado na plataforma BSS-702 e sua expectativa de vida útil era de 16 anos. O mesmo foi perdido após o veículo lançador explodir na base de lançamento.

## História
O NSS-8 foi o primeiro satélite Boeing adquirido pelo New Skies, um operador global de satélite independente que foi formada através da privatização parcial da Intelsat. A carga útil do satélite NSS-8 incluía 88 transponders totais operacionais, com 46 em banda C, 42 em banda Ku e 16 peças de reposição. Quatro propulsores XIPS de 25 centímetros construídos pela Boeing Electron Dynamic Devices, Inc.. O mesmo tinha painéis solares de tripla junção de arsenieto de gálio avançados construídos pela Spectrolab que eram projetados para oferecer 17 quilowatts de potência.
O contrato do NSS-8 incluía opções para até dois satélites. A Sea Launch foi escolhida como o prestador de lançamento no âmbito deste contrato de entrega em órbita.
O satélite foi perdido em uma falha no lançamento, quando o veículo lançador Zenit-3SL explodiu na decolagem.

## Lançamento
O satélite foi lançado ao espaço no dia 30 de janeiro de 2007, às 23:22 UTC, por meio de um veículo Zenit-3SL, a partir da plataforma de lançamento marítima da Sea Launch, a Odyssey. O mesmo foi perdido devido a explosão do veículo lançador durante a operação de lançamento. Ele tinha uma massa de lançamento de 5.920 kg.

## Capacidade e cobertura
O NSS-8 era equipado com 46 transponders em banda C e 42 em banda Ku para fornecer cobertura a dois terços do planeta, servindo países da Europa, África, Oriente Médio, Subcontinente Indiano e da Ásia.